# Lomnice (okres Sokolov)
Obec Lomnice (německy Lanz) se nachází v okrese Sokolov v Karlovarském kraji. Součástí obce je místní část Týn, která byla až do roku 1949 samostatnou obcí. Žije zde přibližně 1 400 obyvatel.

## Název
Jazykový původ názvu Lomnice dokládá, že místní osídlení založilo již slovanské obyvatelstvo v průběhu raného středověku. To dokladují i roztroušené archeologické nálezy. Po německém osídlení se původní název postupně zkomolil do konečné podoby Lanz, který se stal v polovině 19. století úředním názvem obce. Stále se však používal i český název Lomnice. Po připojení Sudet k nacistickému Německu byl pro obec stanoven jen německý úřední název Lanz, který v roce 1945 vystřídal pouze název český.

## Historie

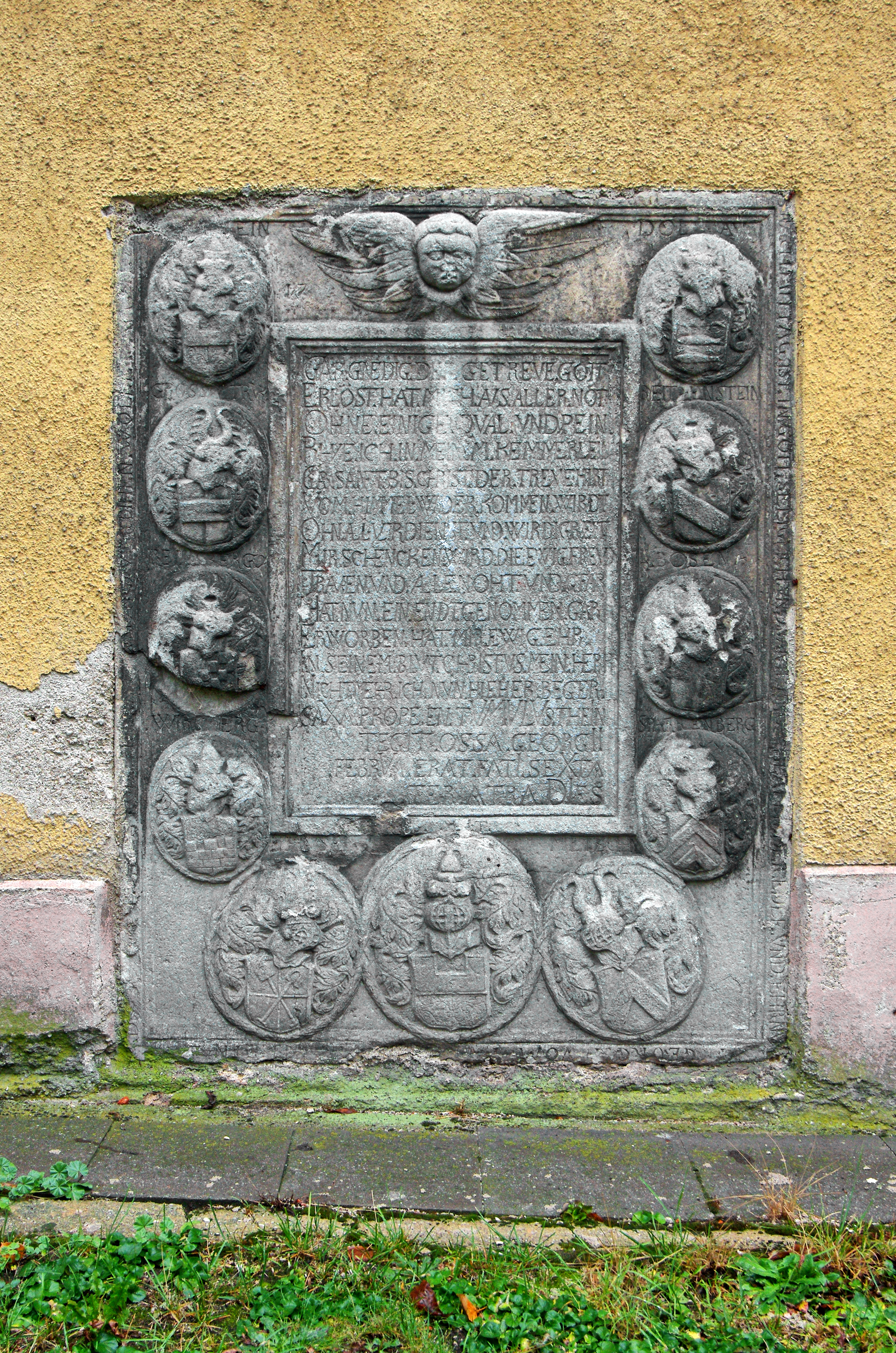
Náhrobník Jiřího z Týna na jižní stěně kostela

První písemná zmínka o obci pochází z roku 1339. Řídce osídlená oblast horního Poohří patřila k českému přemyslovskému státu a byla spravovaná z hradiště Sedlec. Na ni navázala kolonizace pohraničí českého státu z německé strany, na němž se velkou měrou podíleli chebští ministeriálové, zejména Nothaftové. V okruhu jejich zájmu se nalézala i místa již dříve osídlená, k nimž patřily také Lomnice a Týn. Nové německé obyvatelstvo brzy převládlo a změnilo etnický charakter na německý. Ačkoliv Nothaftové sami pronikli na území přemyslovských Čech, neunesli českou vládu nad Chebskem, o které se definitivně rozhodlo roku 1322, a své majetky v Čechách prodali. Sokolovské statky získal Mikuláš Winkler a nabytý majetek postoupil králi Janu Lucemburskému, který mu jej dal v léno. Vypovídá o tom listina vydaná 3. června 1339, v níž je poprvé písemně uvedena Lomnice.
V 70. letech 14. století se na území dnešní Lomnice usadili rytíři z Týna. Rod přijal jméno podle místa, kde si vybudoval své sídlo, tedy Týn. Od počátku 15. století se řadil k významným rodům Loketska. Nejznámější z nich byl Kryštof z Týna, žijící v letech 1453 až 1518. Dodnes se po rytířích z Týna se dochovaly pozůstatky zaniklého tvrziště se zbytky valů na vyvýšeném místě v Týnu a renesanční náhrobky vsazené do západní a jižní stěny kostela svatého Jiljí. Podle Schallera měl rod rytířů z Týna vymřít roku 1660 Jindřichem z Týna, podle Sommera Janem Jindřichem z Týna v roce 1658.
V roce 1434 získal obec Lomnici od císaře Zikmunda Lucemburského do zástavy spolu s celým loketským panstvím Kašpar Šlik. S působením rodu Šliků je spojen i zdejší počátek luteránství, když v roce 1566 byl do lomnického kostela povolán luteránský kněz. Obec Lomnici připojili Šlikové k sokolovskému panství roku 1601. Po Bílé hoře byl zkonfiskován majetek Šliků, k němuž náležela i Lomnice. Sokolovské panství koupili Nosticové a byli jeho držiteli až do zániku vrchnostenské správy. Po roce 1850 byla zřízena integrovaná politická obec Svatava, k níž náležela i Lomnice a Týn. Vymezení velkých integrovaných obcí se později ukázalo jako nevyhovující a Lomnice se stala roku 1876 samostatnou obcí. O rok později se i Týn stal samostatnou obcí.

### Těžba uhlí
Na přelomu 19. a 20. století se začíná v okolí rozvíjet těžba a zpracování hnědého uhlí. V bezprostředním okolí Lomnice existovaly dva větší těžební podniky. Na jihozápadní straně to byl hlubinný a povrchový důl Peterwerk a na jihovýchodní straně důl Kästner, který byl v letech 1921 až 1923 přebudován na hlubinný důl Jiří. Ten zaměstnával v roce 1920 až 1 400 zaměstnanců. Hlubinný důl Jiří byl uzavřen v roce 1967. Z důvodu dolové činnosti došlo několikrát k přeložce Lomnického potoka.
Od 70. let 20. století se k Lomnici a Týnu začaly přibližovat povrchové lomy a výsypky. Značnou část lomnického katastru pohltila Velká podkrušnohorská výsypka, která si mimo jiné vyžádala přeložku původní silnice z Lomnice do Boučí.
Do katastru obce již zasahuje povrchový lom Jiří, který u Lomnice postupně přetěžil i bývalý povrchový lom Lomnice.

## Přírodní poměry
Obec se nachází ve dvou geomorfologických celcích. Severní část obce, zejména celá místní část Týn, se rozkládá v Krušných horách, jižní část v Sokolovské pánvi. Území obce se nachází v oblasti silně poznamenané hlubinnou i povrchovou těžbou hnědého uhlí. Okolní krajina se vzpamatovává díky rekultivacím a sukcesi. Obcí protéká menší vodní tok Lomnický potok. Na sever od obce se zvedá mohutná Velká podkrušnohorská výsypka.

## Obyvatelstvo
Ještě v době první světové války byla obec obydlena čistě německým obyvatelstvem, teprve po vzniku Československé republiky začali do Lomnice přicházet Češi, kteří nacházeli zaměstnání ve státní službě a na dolech. Češi však nedosáhli významnějšího podílu na celkovém počtu obyvatel Lomnice. V roce 1921 zde žilo 22 Čechů, v roce 1930 to bylo 28 Čechů.
Po druhé světové válce došlo k odsunu německého obyvatelstva. Do odsunu nešli odborníci, nepostradatelní pro chod dolů a proto zde zůstalo poměrně silné zastoupení obyvatel německé národnosti. Dokladem toho je např. národnostní složení v základní škole ve školním roce 1961/62. Z celkového počtu 388 žáků bylo 133 žáků německé národnosti.
| Rok            | 1869 | 1880 | 1890 | 1900  | 1910  | 1921  | 1930  | 1950  | 1961  | 1970 | 1980 | 1991 | 2001 | 2011 |
| -------------- | ---- | ---- | ---- | ----- | ----- | ----- | ----- | ----- | ----- | ---- | ---- | ---- | ---- | ---- |
| Počet obyvatel | 616  | 745  | 951  | 1 265 | 1 582 | 1 787 | 2 099 | 1 381 | 1 468 | 851  | 699  | 505  | 707  | 740  |
| Počet domů     | 92   | 116  | 132  | 138   | 161   | 174   | 237   | 268   | 312   | 193  | 161  | 138  | 184  | 203  |

| Rok            | 1869  | 1880  | 1890  | 1900  | 1910  | 1921  | 1930  | 1950  | 1961  | 1970  | 1980  | 1991 | 2001  | 2011  |
| -------------- | ----- | ----- | ----- | ----- | ----- | ----- | ----- | ----- | ----- | ----- | ----- | ---- | ----- | ----- |
| Počet obyvatel | 1 007 | 1 160 | 1 351 | 1 700 | 2 079 | 2 334 | 2 668 | 1 776 | 1 838 | 1 392 | 1 110 | 947  | 1 093 | 1 152 |
| Počet domů     | 158   | 189   | 210   | 213   | 239   | 255   | 339   | 328   | 312   | 338   | 245   | 243  | 271   | 301   |

## Pamětihodnosti
- Kostel svatého Jiljí
- Venkovský dům čp. 52

## Části obce
- Lomnice
- Týn